# Podomyrma simillima
Podomyrma simillima é uma espécie de formiga do gênero Podomyrma, pertencente à subfamília Myrmicinae.